# Paszmos
Paszmos (románul: Posmuș, németül: Paßbusch, helyi szász nyelvjárásban Poospesch) falu Romániában, Erdélyben, Beszterce-Naszód megyében.

## Nevének eredete
Először 1319/20-ban említették, Pozpus alakban. Ez az elsődleges névalak Kiss Lajos nyelvész szerint egy szláv eredetű *Pospyš személynévből keletkezhetett. 1332–35-ben ugyanaz a forrás Pazpus, Posmus és Piczpus alakban is említette. 1443-ban mint Pazmos fordult elő. Német neve az elsődleges Poszpus névből fejlődött.

## Fekvése
A Mezőség keleti peremén, Szászrégentől 36 kilométerre északnyugatra, Besztercétől 37 kilométerre délkeletre található.

## Népesség

### A népességszám változása
Népessége 1850 és 1966 között nőtt, azóta a szászok kivándorlása miatt csökkent.

### Etnikai és vallási megoszlás
- 1910-ben 901 lakosából 423 volt román, 370 német és 104 cigány anyanyelvű; 454 görögkatolikus, 380 evangélikus és 26 zsidó vallású.
- 2002-ben 744 lakosából 572 volt román és 166 cigány nemzetiségű; 670 ortodox és 66 görögkatolikus vallású.

## Története
A középkorban szász falu volt, de Kolozs vármegyéhez tartozott és nem tagolódott be a Szászföldbe. 1639-ben már 22 román, tíz magyar és négy szász jobbágycsalád lakta. 1648–52-ben 47 puszta telke volt. 1647-ben adományképp Teleki Mihály kapta meg I. Apafi Mihálytól, ettől kezdve a Telekiek birtokolták, akiknek már a mai kastély építését megelőzően is állt udvarházuk a faluban. 1745-ben országos vásár tartására szóló szabadalmat szerzett. Szász lakosságát a Wehrmacht 1944-ben evakuálta, de túlnyomó többségük, 285 fő, 1945 őszéig visszatért. A szászok végül a szocialista rendszer második két évtizedében és a rendszer bukása után vándoroltak ki, főleg Németországba.

## Látnivalók
- A Teleki-kastély az 1750-es és 60-as években épült. 1824-ben leégett, 1828-ra építették újjá. A kapuépület korábbi két óratornyát ekkor cserélték le a maira. Utolsó lakója a grafikus Teleki Ernő volt a második világháborút követő államosításig. A szocialista rendszer idején a termelőszövetkezet használta, ma rossz állapotú.
- Az evangélikus templom eredeti formájában a 15. században épült. A 19. században átalakították, tornyát 1923-ban emelték. Kívülről szemlélve csak a déli bejárat és a szentély déli ablaka őrzik a gótika jegyeit.

## Híres emberek
- Itt töltötte utolsó éveit és itt hunyt el Teleki Ferenc költő, az MTA tiszteleti tagja.